# Łucja dos Santos
Lúcia dos Santos, znana również jako Lúcia de Jesus dos Santos OCD, Łucja od Jezusa i siostra Łucja (ur. 28 marca 1907 w Aljustrel, zm. 13 lutego 2005 w Coimbrze) – portugalska zakonnica, która była świadkiem uznanych przez Kościół katolicki za prawdziwe objawień maryjnych w Fátimie w 1917, apostołka pierwszych sobót, Czcigodna Służebnica Boża Kościoła katolickiego.

## Życiorys

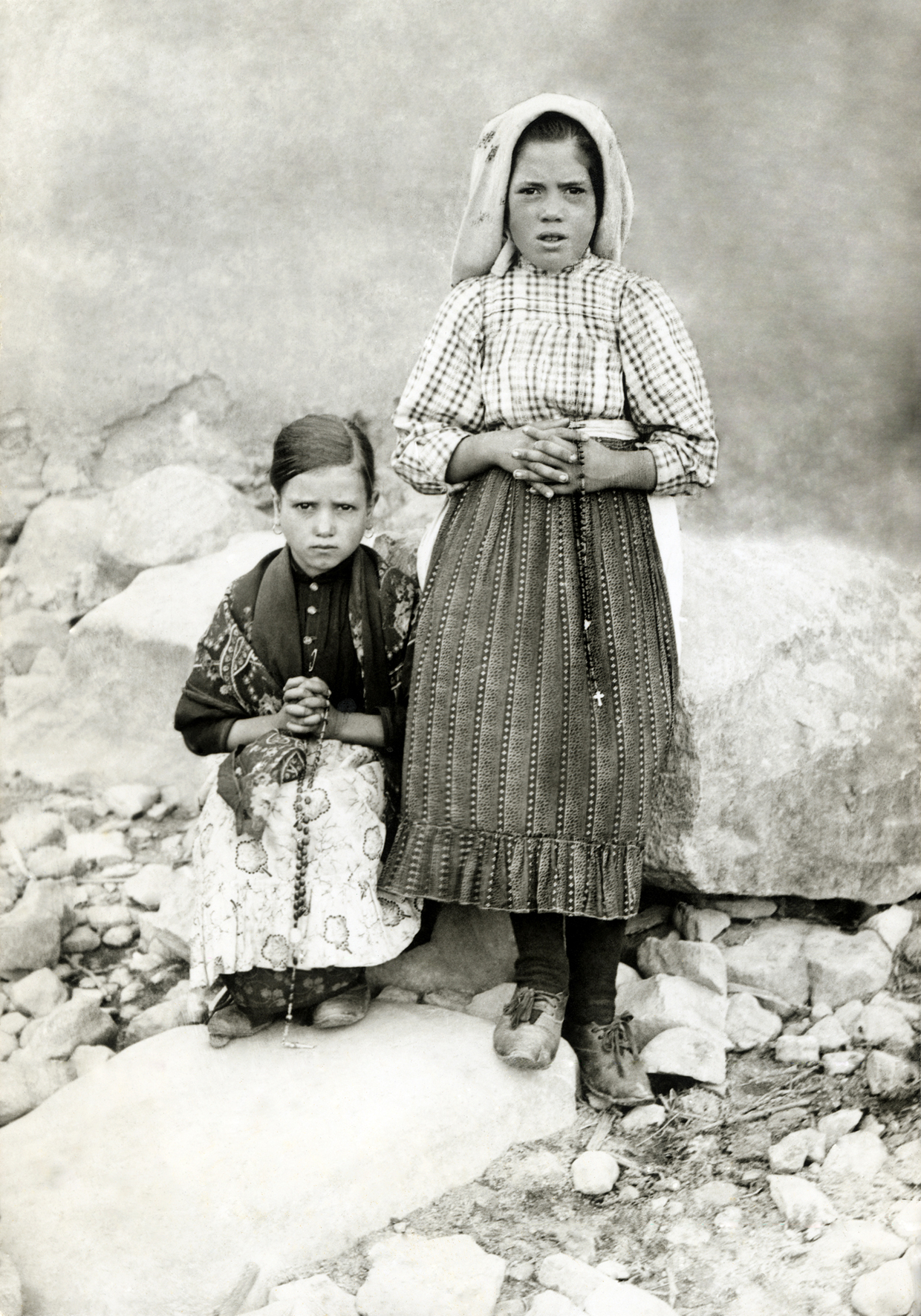
Łucja dos Santos wraz z Hiacyntą Marto

Jako 10-letnia dziewczynka była najstarszym z trojga dzieci, które były świadkami zdarzeń uznanych za objawienia maryjne od maja do października 1917 w Fatimie. Towarzyszyli jej kuzyni, rodzeństwo Franciszek i Hiacynta Marto. Związane są z nimi Tajemnice fatimskie.
Łucja dos Santos w 1925 roku wstąpiła do Zgromadzenia Sióstr św. Doroty w Vilar (Porto), a w 1948 za specjalnym pozwoleniem papieża Piusa XII Łucja odeszła ze zgromadzenia św. Doroty i wstąpiła do zakonu Najświętszej Maryi Panny z Góry Karmel w Coimbrze. Przyjęła w zakonie imię siostry Marii Łucji od Jezusa i Niepokalanego Serca Maryi. Kolejne wizje miała w 1921, 1925, 1926 i 1929.
Po jej śmierci w Portugalii ogłoszono żałobę narodową.

## Proces beatyfikacyjny
13 lutego 2008 roku, w trzecią rocznicę śmierci Łucji dos Santos, papież Benedykt XVI rozpoczął jej proces beatyfikacyjny, odstępując od prawa mówiącego, iż proces beatyfikacyjny kandydata może rozpocząć się najwcześniej pięć lat od jego śmierci.
13 lutego 2017 roku, w dwunastą rocznicę śmierci siostry Łucji, zakończył się diecezjalny etap procesu beatyfikacyjnego i dokumenty zostały skierowane do Stolicy Apostolskiej.
22 czerwca 2023 roku decyzją papieża Franciszka podpisano dekret o heroiczności jej cnót i od tej pory przysługuje jej tytuł Czcigodnej Służebnicy Bożej.

## Teoria spiskowa
Część osób, zwłaszcza wśród tradycjonalistów katolickich uważa, że od końca lat 50. lub początku lat 60. XX wieku, Łucja została zastąpiona przez inną kobietę, która się za nią podawała z inicjatywy najwyższych władz kościelnych. Powodem miał być odbywający się w latach 1962–1965 sobór watykański II, krytykowany przez tradycjonalistów. Zwraca się uwagę na fakt, że w roku 1957 odbyła publiczny wywiad z księdzem Agustínem Fuentesem, który widział, że jest zasmucona, a jej twarz jest blada. Po tym czasie zniknęła z życia publicznego do spotkania z papieżem Pawłem VI 13 maja 1967, w 50. rocznicę objawień fatimskich. Świadkowie zauważyli, że była znacznie radośniejsza i zdrowsza. Wskazuje się także na sprzeczności w jej późniejszych wywiadach z tym, co mówiła wcześniej, m.in. w kwestii trzeciej tajemnicy fatimskiej. Na tej podstawie argumentuje się, że była „niewygodna” dla zwolenników odbywającego się w międzyczasie soboru.
Źródłem podejrzeń jest nie tylko zachowanie, lecz także domniemane zmiany w wyglądzie. Badaniem sprawy zajmuje się organizacja non-profit Sister Lucy Truth. W akcję angażują się także chirurdzy i badacze z różnych dziedzin. Przykładowo, chirurg plastyczny Julio Garcia porównując zdjęcia Łucji z okresu przed i po wspomnianym wyżej okresie wycofania z życia publicznego wskazuje na różnice w kształtach szczęki, żuchwy i powiek, niewytłumaczalne procesem starzenia. Nie dostrzegł przy tym istotnych różnic zachodzących między poszczególnymi zdjęciami sprzed 1957 roku oraz po 1967. W sprawę zaangażował się też badacz pisma ręcznego, Bart Baggett, który uznał teksty zapisane w listach z 1944 i 1969 roku za napisane przez dwie różne osoby. Organizacja zgłasza także plany badania DNA.